# کیک‌بوکسور (فیلم ۱۹۸۹)
کیک‌بوکسور (به انگلیسی: Kickboxer) یک فیلم رزمی آمریکایی محصول سال ۱۹۸۹ به کارگردانی دیوید ورث و مارک دیسال با بازی ژان-کلود ون دام است. دنیس الکسیو قهرمان سابق کیک‌بوکسینگ جهان نیز در این فیلم حضور دارد. خلاصه داستان حول محور کرت اسلون (ون دام) است که به دنبال انتقام از قهرمان ترسناک کیک بوکسینگ تانگ پو (میشل قیسی) است که برادرش اریک اسلون (دنیس الکسیو) را فلج کرد. این فیلم به عنوان اولین فیلمی است که ورزش موای تای (کیک بوکسینگ تایلندی) را برای مخاطبان جهانی به ارمغان آورد.
این فیلم توسط شرکت گروه کانن در ۸ سپتامبر ۱۹۸۹ منتشر شد، با بودجه ۲٫۷ میلیون دلاری ۵۰ میلیون دلار فروخت و چندین دنباله ایجاد کرد.

## داستان
کورت برادر کوچکتر و گوشه بان اریک اسلون، قهرمان سنگین‌وزن کیک بوکسینگ جهان است. پس از یک دفاع موفق دیگر از عنوان، اریک توسط رسانه‌ها وسوسه می‌شود تا در تایلند، جایی که کیک بوکسینگ آغاز شده بود، رقابت کند تا میراث خود را بیشتر تثبیت کند. در نتیجه، اریک و کورت به بانکوک می‌روند تا با تانگ پو، مبارز برتر تایلندی شکست نخورده مبارزه کنند. اریک کاملاً مطمئن است، اما کورت پس از مشاهده لگد زدن تانگ پو به یک ستون سیمانی در آماده شدن برای مبارزه، نگران می‌شود. او از اریک التماس می‌کند که مبارزه نکند، اما اریک هرگونه نگرانی را رد می‌کند.
اریک به شدت مورد ضرب و شتم قرار می‌گیرد تا اینکه کرت حوله را پرت می‌کند، اما تانگ پو حوله را از رینگ بیرون می‌اندازد و به حمله خود ادامه می‌دهد. او بدجوری به پشت اریک ضربه می‌زند و او را بی حرکت می‌کند. کورت با برادرش روی برانکارد می‌رود، اما مأموران مبارزه آنها را در خیابان رها می‌کنند. وینستون تیلور، سرباز بازنشسته نیروهای ویژه ارتش ایالات متحده، موافقت می‌کند که با بردن آنها به بیمارستان به آنها کمک کند. در نتیجه حمله وحشیانه تانگ پو، اریک از کمر به پایین فلج می‌شود و دیگر هرگز نمی‌تواند راه برود. کورت خشمگین قول می‌دهد که انتقام برادرش را بگیرد و …

## بازیگران
- ژان کلود ون دم در نقش کورت اسلون
- دنیس الکسیو در نقش اریک اسلون
- دنیس چان در نقش شیان چو
- میشل قیسی در نقش تانگ پو
- کاتینگ لی در نقش فرد لی
- روشل آشانا در نقش مایلی
- هاسکل وی. اندرسون سوم در نقش وینستون تیلور
- ریچارد فو در نقش Tao Lin
- ریکی لیو در نقش Big Thai man
- آفریکا چو در نقش Messenger
- جوان وونگ در نقش Tao Liu's wife
- لوئل پیو رودا در نقش Lexl's husband
- متیو چئونگ در نقش Surgeon

## دنباله‌ها
در پی موفقیت بسیار خوب تجاری این فیلم به سرعت قسمت‌های دیگری از این سری فیلم ساخته شد حتی با نبود وجود عوامل قسمت اول بخصوص خود ژان کلود ون دام از معروف‌ترین این دنباله‌ها می‌توان به فیلم‌های: کیک‌بوکسور ۲ (۱۹۹۱)، کیک‌بوکسور ۳ (۱۹۹۲)، کیک‌بوکسور ۴ (۱۹۹۴)، کیک‌بوکسور ۵ (۱۹۹۵)، کیک‌بوکسور: انتقام (۲۰۱۶) و کیک‌بوکسور: تلافی (۲۰۱۸) اشاره کرد.
ولی متأسفانه هیچ‌کدام از این دنباله‌ها نتوانستند محبوبیت و موفقیت قسمت نخست (فیلم ۱۹۸۹) را بدست بیاورد.

## بازخوردها
- کیک‌بوکسر ۱۴٫۶۹۷٫۰۰۵ دلار در ایالات متحده به دست آورد.[۳] شرکت کانن عمداً آن را در تعطیلات آهسته آخر هفته پس از روز کارگر، زمانی که هیچ استودیویی منتشر نمی‌کند، منتشر کرد و در نتیجه رقابت محدود شد.[۶] این فیلم در ۹۷۳ پرده اکران شد و ۴٫۱ میلیون دلار فروخت و سومین فیلم پرطرفدار در کشور شد. چند سال بعد درآمد ناخالص آن ۵۰ میلیون دلار برآورد شد.[۷]
- در راتن تومیتوز، این فیلم بر اساس بررسی‌های ۱۱ منتقد، ۳۶٪ تأیید شده است.[۸]
- در متاکریتیک، این فیلم بر اساس نظرات ۴ منتقد، امتیاز ۳۳ درصد را به خود اختصاص داده است.[۹]
- اسلش‌فیلم این فیلم را به عنوان یکی از تاثیرگذارترین فیلم‌های هنرهای رزمی در تمام دوران معرفی کرد.[۱۰]